# تومومی کاسایی
تومومی کاسایی (انگلیسی: Tomomi Kasai؛ زادهٔ ۱۶ نوامبر ۱۹۹۱) بازیگر و خواننده ژاپنی و عضو پیشین گروه موسیقی ای‌کی‌بی ۴۸ است.
از فیلم‌ها یا برنامه‌های تلویزیونی که وی در آن نقش داشته‌است می‌توان به گردن اشاره کرد.